# Edward Szymański (poeta)

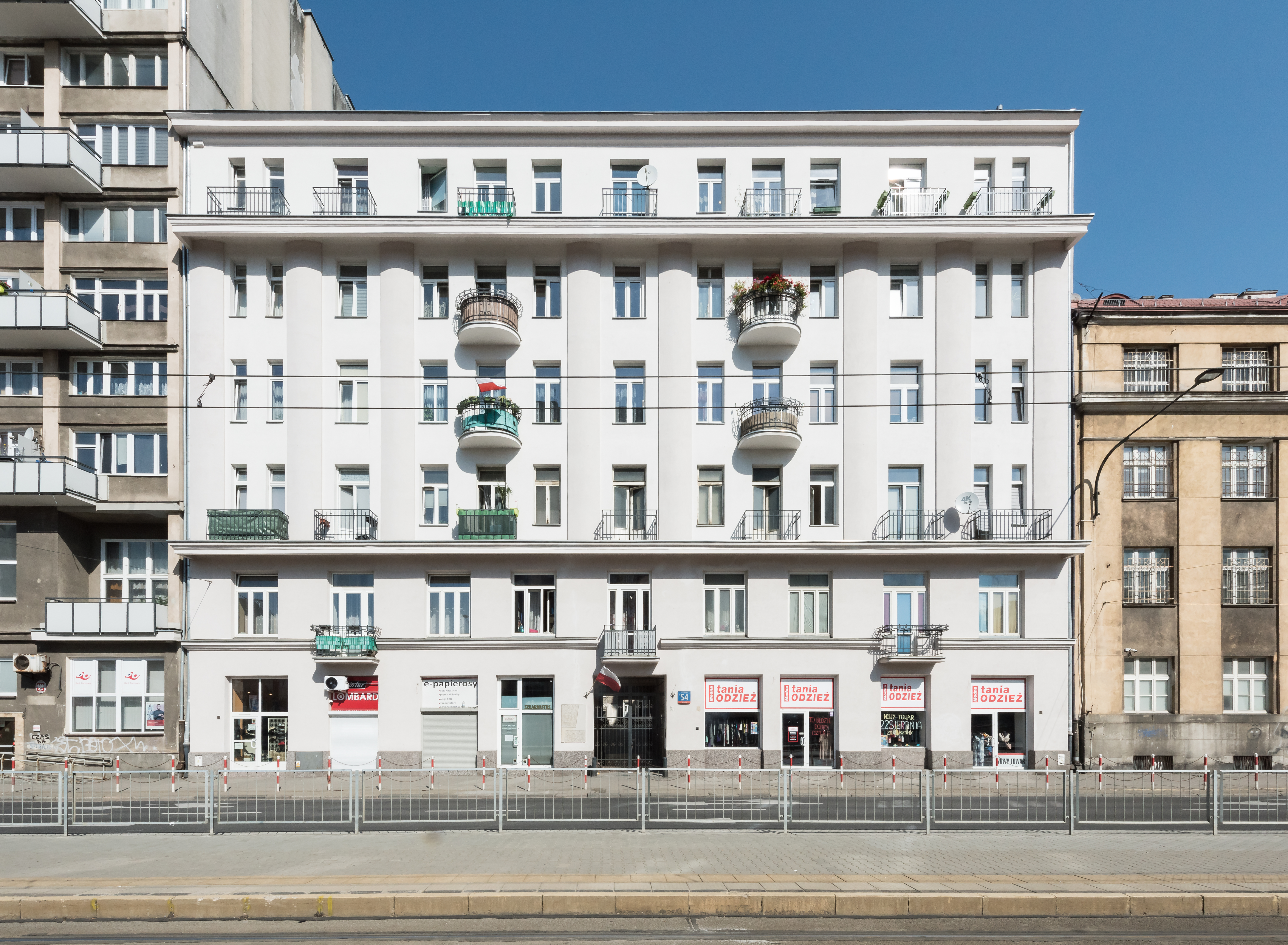
Kamienica przy ul. Wolskiej 54 w Warszawie, w której w latach 1919–1934 mieszkał Edward Szymański

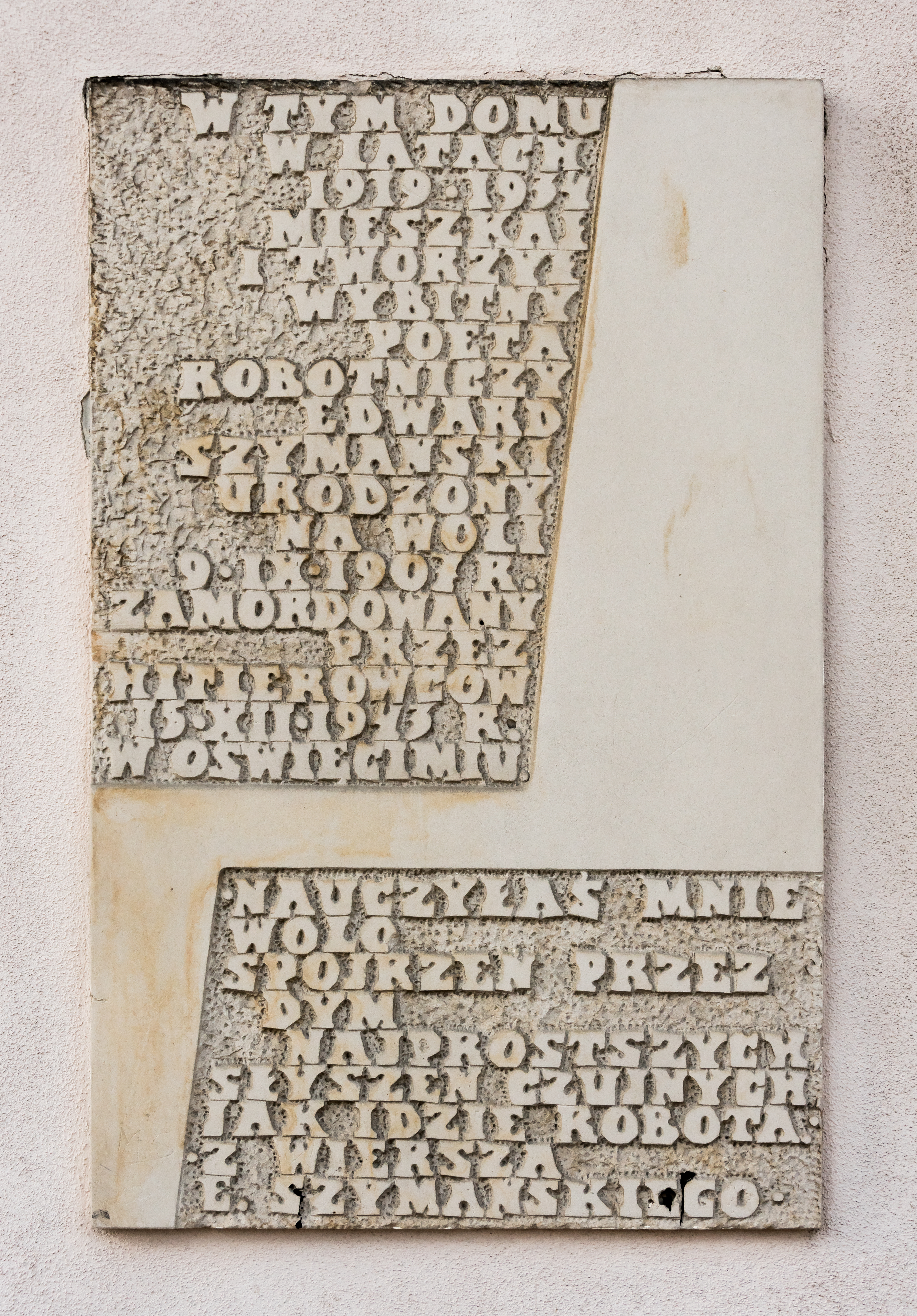
Tablica pamiątkowa na kamienicy przy ul. Wolskiej 54

Edward Szymański (ur. 9 września 1907 w Warszawie, zm. 15 grudnia 1943 w Auschwitz-Birkenau) – lewicowy poeta i dziennikarz związany z warszawską Wolą, satyryk, działacz PPS.

## Życiorys
Studiował polonistykę na Uniwersytecie Warszawskim. W różnych okresach życia pracował na poczcie oraz był robotnikiem i nauczycielem. Działał w PPS, a tematyce robotniczej oraz socjalistycznej poświęcił wiele utworów. Angażował się w działalność antyfaszystowską. Działał w Związku Transportowców oraz w Związku Drukarzy. Był działaczem Czerwonego Harcerstwa TUR, ZNMS „Życie” i Towarzystwa Uniwersytetów Robotniczych.
Po wybuchu II wojny światowej próbował przedostać się na wschód. Miał wypadek samochodowy, wskutek którego przechodził trepanację czaszki. Razem z rodziną przeniósł się do domu na pograniczu wsi Drgicz i Stoczek. Udzielał tam schronienia poszukiwanym przez Niemców działaczom konspiracyjnym. Ukrywał się w wioskach podlaskich od 1942 roku. Po aresztowaniu przez gestapo był przetrzymywany w więzieniu na Pawiaku przez ok. 3 miesiące. Zginął 15 grudnia 1943 w niemieckim obozie koncentracyjnym Auschwitz-Birkenau.

### Życie prywatne
Miał dwie żony. Pierwszą była Maria, z domu Patryn (Szymański posługiwał się pseudonimem Marian Patryn), która zmarła. Drugą była Natalia z domu Ładosz, z którą miał dwoje dzieci, syna Łukasza i córkę Ewę.

## Twórczość
Tworzył różne gatunki literackie, wśród nich: poezje, satyry, fraszki, piosenki i nowele. Pisał również inscenizacje, recenzje i zajmował się publicystyką. Tworzył utwory dla dzieci. Przetłumaczył z łaciny poemat Lukrecjusza O naturze wszechrzeczy (łac. De rerum natura). Posługiwał się pseudonimem Marian Patryn.
Poezja
- 20 milionów[5](1932) – nakład został skonfiskowany przez cenzurę;
- Miłość przez małe "m"[6] (1933)
- Do mieszkańców Marsa[7] (1934);
- ABC (1936) – wiersze dla dzieci;
- Słońce na szynach (1937);[8]

Piosenki
- Piosenki robotnicze (1938)[1];

Publicystyka
W latach 1932–1933 współredagował tygodnik „Płomienie”, a w latach 1932–1935 redagował „Przegląd Futrzany i Kuśnierski”. Współredagował tygodnik dla dzieci i młodzieży „Płomyk” oraz inne czasopisma wydawane przez Związek Nauczycielstwa Polskiego. Publikował w „Szpilkach”.

## Odznaczenia
W 1946, decyzją Krajowej Rady Narodowej, został pośmiertnie odznaczony Krzyżem Grunwaldu II klasy.

## Upamiętnienie
Jest patronem:
- Szkoły Podstawowej Nr 23 w Warszawie[10]
- Publicznej Szkoły Podstawowej w Grzebowilku
- Powiatowego Zespołu Nr 5 Szkół Budowlanych w Oświęcimiu
- Szkoły Podstawowej w Stoczku.

Jego imieniem nazwano park na Woli w Warszawie; w parku znajduje się także jego popiersie. Jego imieniem nazwano ulice w Łodzi i Warszawie.